# Brúcters
Els brúcters (en llatí Bructeri, en grec antic Βρούκτεροι; Brúkteroi) eren una tribu germànica de la regió del riu Amasia (Ems), esmentada per Estrabó entre les que Drus el Vell va sotmetre.
El riu Lupia (Lippe) passava pel mig del territori dels brúcters. Com d'altres tribus germàniques estaven dividits en dos grups, els «brúcters majors» que vivien a l'est de l'Amasia i els «brúcters menors» a l'oest, i fins més enllà del Lupia. Tenien al nord els caucs i al nord-est els angrivaris. Claudi Ptolemeu també en parla, però els anomena Βουσάκτεροι (busàcters). La famosa profetessa i sacerdotessa dels brúcters, Veleda, vivia en una torre vora el riu Lupia.
Gai Vel·lei Patercle diu que Tiberi els va sotmetre, però després es van aliar contra Roma a la batalla del bosc de Teutoburg i en el repartiment dels trofeus van rebre una de les àguiles romanes. Si bé alguns autors diuen que posteriorment altres tribus germàniques els van destruir, Claudi Ptolemeu encara els esmenta, i apareixen aliats amb els francs al segle iv, en un període molt posterior.